# Резня на Малаите
Резня на Малаите привела к гибели многих людей на Соломоновых островах в конце 1927 года. Уильям Р. Белл, окружной офицер Малаиты в протекторате Британских Соломоновых островов, и его подчиненные были убиты воинами квайо во главе с лидером Basiana. Карательный отряд был организован в знак протеста сбору подушного налога, введенному колониальными властями. Местным населением это было воспринято как покушение на традиционные ценности. Результатом рейда стала гибель около 60 воинов kwaio, в плену и заключёнными под стражу оказались около 200 человек, систематически уничтожались и осквернялись важные родовые святыни и ритуальные объекты kwaio. Данные события сильно повлияли на их образ жизни.

## Резня из-за сбора налогов
В сентябре 1927 года воины kwaio, во главе с Basiana, планировали нападение на Белла и его сторонников, во время сбора налогов. Они пытались завербовать заговорщиков, высказывая своё недовольство действиями правительства и Белла, выступающих за расширение прав и возможностей христианских прибрежных групп, которые, как считали kwaio, порочат честь своих предков. Известие о заговоре распространилось по всему острову, и Белл с подчинёнными были предупреждены заранее. Тем не менее, понимая местные нравы, Белл решил, что лучший подход — проявить силу и таким образом завоевать уважение местных жителей и добиться их покорности. Создание оффшорной зоны налогов или призыв в союзники жителей, как убеждали некоторые его заместители, являлся бы проявлением слабости.
В понедельник, 3 октября 1927 года, Белл пришвартовал свой корабль Ауки в гавани Сингалагу и организовал обычную операцию по сбору налогов. Во вторник на рассвете Basiana и другие воины направились к месту сбора налогов. Когда прибыли воины, Белл объявил о своих мирных намерениях и пригласил их заплатить налоги. Сначала Basiana уплатил свой налог и направился к краю поляны, затем взял винтовку, спрятал её в рукаве и снова проскользнул в очередь. Выбившись в первые ряды, пока Белл вносил сведения в налоговую ведомость, Basiana взял винтовку, поднял её высоко и ударил по черепу с такой силой, что голова Белла практически раскололась. После этого Basiana взобрался на стол в здании налоговой инспекции.
В это время, часть воинов Basiana напали на Кеннета Лилли, британского курсанта, служащего помощником Белла. Удар мачете был отражен другим полицейским, и он смог выстрелить из револьвера в упор, ранив двоих, прежде чем другой нападавший смог выстрелить ему в грудь из винтовки. Макаси, другой полицейский, смог убить одного из нападавших. Остальные чиновники перед налоговой палатой были быстро атакованы.
За несколько минут до этого одна из групп нападавших пробила укрепление здания налоговой инспекции, и смогла снести стены, удерживая восемь полицейских внутри. Только один констебль смог сбежать из здания налоговой инспекции, добежав до пристани и уплыв в безопасное место. Остальные сражались не на жизнь, а на смерть, но из-за осечки ружья констебля Кабини, Basiana не был убит, и смог укрыться. Всего было убито 15 чиновников, включая Белла и Лилли. Один из нападавших, застреленных Макаси, был убит, около полудюжины было ранено.

## Карательная экспедиция
Оставшиеся в живых укрылись на кораблях Ауки и Ветшиф, выждали, когда небольшая группа kwaio покинули берег, и забрали тела Белла и Лили, обернув их тканью. Два корабля вместе с Адвентом, стоявшим на якоре в устье гавани, отправились в Нгонгосилу, где Белл и Лили были похоронены вместе. Затем Ауки и Ветшиф отправились в Тулаги, чтобы сообщить о произошедшем в штаб.
В Тулаги на тот момент отсутствовал комиссар Ричард Ратлидж Кейн, а его заместитель, капитан N.S.B. Kidson, не имевший опыта управления на Соломоновых островах, предположил, что жители Малаиты подняли восстание. Верховный комиссар в Суве попросил направить корабль на Соломоновы острова, и 10 октября крейсер Аделаида отплыл из Сиднея. Быстрая реакция Австралии объяснима тесными связями страны с Соломоновыми островами: официальными, религиозными и торговыми. Местные газеты напечатали сотни статей о резне и её последствиях.
Разговоры о карательной экспедиции быстро разнелись среди европейцев в Тулаги. Когда комиссар Р. Р. Кейн вернулся в столицу, многое уже было подготовлено. Десятки европейцев предложили свои услуги, из них было отобрано 28 мужчин для формирования гражданской силы. Они прошли интенсивную подготовку и были вооружены винтовками .303 British. Районный офицер Гуадалканала, Уилсон, который имел суровую репутацию из-за случая, когда он оказывал сопротивление на Гуадалканале, получил приказ патрулировать побережье Малаиты в целях сбора информации. Некоторые деревенские констебли вернулись с Уилсоном и просили, чтобы те, кто заплатил налоги (отмеченные в налоговых списках Белла) накануне, не понесли наказания. Эти люди и так были напуганы, ожидая возмездия официальных властей. В столице провинции Малаиты — Ауки, 880 жителей вызвались принять участие в экспедиции. Чиновники, понимая, что большинство, вероятно, хотели отомстить за погибших родственников или свести старые счеты, решили умерить свой пыл и приняли помощь только 40 человек, которые по большей части служили в полиции Белла. Группу собрали из пятидесяти военнослужащих из Аделаиды и 120 местных.
Первая вооруженная группа высадилась из Аделаида в воскресенье, 16 октября, через двенадцать дней после убийства. Через пять дней Рамади с колониальными офицерами и 28 европейцами, стоял на якоре в гавани. На расстоянии 1600 футов вверх по горе был возведен плацдарм. 26 октября группа отправилась в путь длиной более четверти мили. У руководителей экспедиции были значительные проблемы с контролем европейской добровольческой армии. Так как некоторые добровольцы полагали, что им будет разрешено стрелять в туземцев, попавших в поле зрения, не чувствуя ограничений и порицания со стороны руководства. То и дело возникали трудности в походе, они пили виски и играли в азартные игры, и большинство из них были уволены через две недели.
Военно-морские силы, призванные укрепить гражданскую сторону, также испытывали значительные трудности в походе. Когда Аделаида вернулась в Сидней 18 ноября, 20 % членов экипажа были госпитализированы с малярией, дизентерией и гнойными язвами. Поддержка флота считалась необходимой для борьбы с открытым восстанием, но, когда выяснилось, что ранние сообщения о мятеже были преувеличены, его присутствие перестало быть обязательным.
Европейцы по большей части не представляли угрозы для стойких kwaio, но их поддерживали малаитские полицейские патрули во главе с констеблями, которые работали с Беллом. Единственным преимуществом kwaio были знания и навыки ориентирования в местном ландшафте, но и оно было ликвидировано силами некоторых kwaio из прибрежной зоны, которые оказывали помощь властям. Также северные жители Малаиты систематически оскверняли святые места kwaio. Черепа предков, святые предметы и другие реликвии были раздавлены, сожжены или брошены в менструальные хижины. Таким образом полиция и местные жители, которые встали на сторону власти, старались вызвать гнев предков (которые наказывают только своих собственных потомков) на kwaio.
Несмотря на официальное командование, главными руководителями экспедиции были сержанты и констебли Белла, которые остались верны своему погибшему командиру и хотели отомстить за его смерть. Было принято решение арестовать и отправить в Тулаги всех взрослых представителей мужского пола, включая большое количество пожилых мужчин, которые не участвовали в массовых убийствах или участвовали только на периферии. Истинных виновников не нашли — большинство из них сдались добровольно после угроз убийства невиновных женщин, детей и стариков. Базовый лагерь опустел 21 декабря, когда на свободе оставалось двадцать беглецов, но все, кроме одного, сдались или были схвачены в последующие недели.
Полиция сообщила о расстреле 27 kwaio, которые, якобы, атаковали патрули, сопротивлялись аресту или пытались бежать. Точное количество убитых во время карательной экспедиции невозможно установить. Миссионеры Евангелистской церкви южных морей оценили количество жертв среди kwaio в 60 человек. И хотя правительство и отклонило эти цифры как преувеличение, Роджер М. Кисинг, который сорок лет спустя тщательно изучил как официальные сообщения, так и воспоминания kwaio, подтверждает эти данные. Он сообщает, что 55 смертей практически доказаны. Сами kwaio часто оценивают число погибших в 200 человек. Кисинг уточняет, что kwaio включили в список смертельные случаи, вызванные местью предков, расстроенных осквернением их святынь.

## Последствия
В общей сложности 198 kwaio были арестованы и задержаны в период с ноября 1927 года по февраль 1928 года. Их держали в импровизированной тюрьме, возведенной из частокола, возле гавани в ожидании перевозки на Рамади в Тулаги. Там их держали в тюрьме без предъявления официальных обвинений. Из-за еды и перенаселения тюрьмы, у многих возникали болезни. В феврале разразилась дизентерия, и 173 kwaio в последующие месяцы были госпитализированы. В общей сложности 30 заключенных умерли от болезней в тюрьме. Правительство, реагируя на сообщения о смертельных случаях, утверждало, что многие из них были пожилыми и физически слабыми людьми. Тем не менее, они не объяснили, почему такие люди были задержаны.
Затем последовало длительное досудебное расследование, в котором были собраны показания выживших и задержанных. Правоохранительные органы узнали от следствия, кто на самом деле замышлял убийство, и было понятно, что они использовали свой политический вес, чтобы держать других в узде. Необходимо было найти баланс между желанием показать пример и поддерживать образ строгого британского правосудия. В конце концов, было решено обвинить в убийстве любого, кто мог доказать, что он убил правительственных чиновников или полицию, и заключить в тюрьму тех, кто нанес травмы, покушались на убийство или играли центральную роль в организации мятежа. Итогом стало обвинение в убийстве 11 человек, шестеро были осуждены; из 71 человека, обвиненного в менее серьёзных преступлениях, 21 был осужден. Basiana, убивший Белла, был публично повешен 29 июня 1928 года перед двумя его сыновьями.
В июне 1928 года в поисках решения проблемы того, что делать с теми, кто был оправдан или никогда не обвинялся в преступлениях, Верховный комиссар на Фиджи издал «Постановление короля о санкционировании задержания некоторых коренных жителей, ранее проживавших на острове Малаита». Он объявлял «законными и действительными» «все действия», совершенные в связи с содержанием под стражей «с целью сохранения мира и порядка в протекторате», и продлевал срок содержания под стражей до шести месяцев. Это позволило комиссару-резиденту Кейну продолжить планирование переселения kwaio на другой остров, идею, которую он задумал ещё в ноябре 1927 года. Однако направленный из Лондона для расследования убийства подполковник Г. К. Мурхаус, у которого был значительный колониальный опыт в Африке, отменил эту схему и призвал к быстрой репатриации задержанных. В августе 1928 года оставшиеся заключенные были возвращены на Малаиту и получили положенные порции риса.
Во время карательной экспедиции многие kwaio искали убежища в христианских деревнях, и после того, как их священные места были загрязнены, сотни людей обратились в христианство, чем могли вызвать гнев предков. Произошло резкое снижение населения в центре острова по отношению к побережью. Деревни стали немного меньше и располагались дальше друг от друга. Это был конец власти и авторитета ramo (воинов-лидеров kwaio) и кровной вражды, что привело к росту миграции и передвижения и снизил количество сексуальных традиций.
Хранящиеся записи, относящиеся к Малаитской резне, оказались полезны в процессе воссоздания длительной демографической истории народа kwaio для этнографа Роджера М. Кисинга. Запись такой длительности, возможно, уникальна среди традиционных меланезийских обществ.